# 부카스피네아
부카스피네아(학명: Buccaspinea cooperi 부카스피네아 코페리[*])는 마줌층(Marjum Formation)에서 발견된 캄브리아기 후르디아과 방사치류의 하나로 전방부속지와 거의 온전하고 구주가 남아있는 머리 없는 화석표본이 밝혀졌다.

## 명명
속명 '부카스피네아'(Buccaspinea)는 '가시 입'이라는 뜻으로 구주에 커다란 갈고리 가시들이 달려있다는 점에서 기인했다. 종소명 '코페리'(cooperi)는 화석표본의 발견자, 제이슨 쿠퍼(Jason Cooper)를 기리는 뜻에서 붙여졌다.

## 특징
부카스피네아는 몸 크기가 대략 10cm 정도이며, 저서성 먹이를 붙잡는 데에 쓰였을 것으로 보이는 크고 긴 가시가 붙은 전방부속지가 달리는데, 침전물을 걸러먹거나 여과 섭식할 용도로 가지가 갈라져 있지 않다. 부카스피네아는 후르디아 및 페이토이아와 매우 가까운 것으로 보이며, 이들과 많은 특징들을 공유하는데, 예를 들어 안쪽 이빨들이 없는 점과 몸 뒷쪽으로 갈수록 뾰족해지는 점, 지느러미를 품은 많은 마디 등이 있다. 특이하게도 등지느러미와 캄브로라스테르 등 몇몇 다른 후르디아류 특유의 요소들을 가지고 있지 않은 것 같다.